# Station expérimentale de Rothamsted
Le centre de recherche de Rothamsted (en anglais : Rothamsted Research, anciennement[Quand ?] connu sous le nom Rothamsted Experimental Station puis Institute of Arable Crops Research), fondé en 1843, est un des plus anciens centres de recherche agricole au monde. Il est situé à Harpenden dans le comté du Hertfordshire.
Une des expérimentations les plus anciennes et les plus connues est le Park Grass Experiment (en), une étude biologique qui a commencé en 1856 et qui a continué sans interruption depuis, ce qui donne une collection d'échantillons uniques au monde permettant de retracer l'évolution des sols sur une longue période.

## Historique
Le centre de recherche de Rothamsted a été fondé en 1843 par John Bennet Lawes sur son terrain, Rothamsted Manor, pour analyser l'impact des fertilisants organiques et non organiques sur les cultures. 

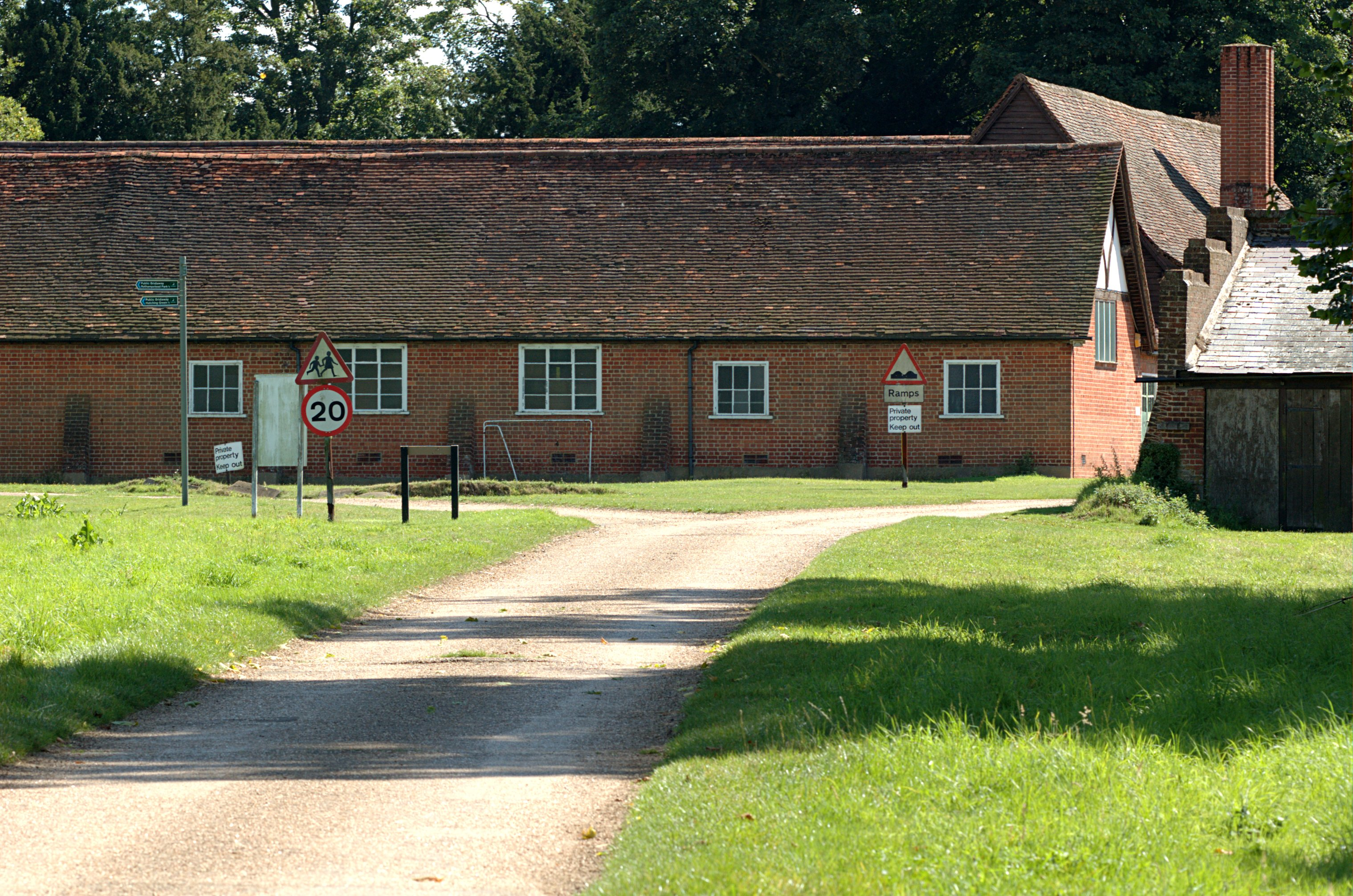
Buildings near the manor house

Engageant un jeune chimiste, Joseph Henry Gilbert en tant que collaborateur scientifique, Lawes lance la première d'une série d'études à long terme en plein champ, dont certaines continuent de nos jours. Durant les 57 années suivantes, Lawes et Gilbert établissent les bases de l'agriculture scientifique moderne.

### Science statistique
De nombreux scientifiques ont été associés avec Rothamsted. 

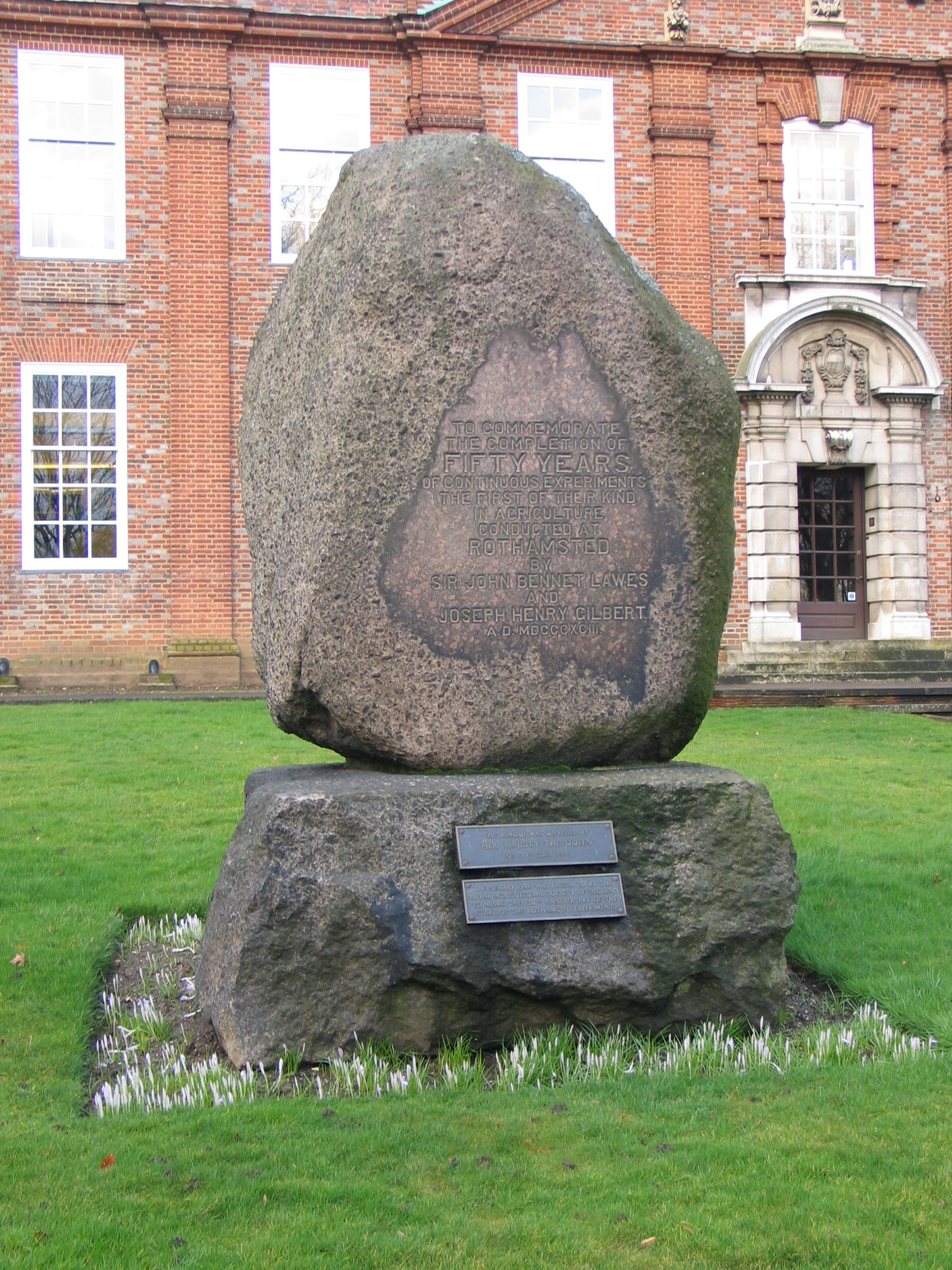
The plaque commemorating 50 years of research, in front of the Russell Building

### Histoire récente
En 1987, Rothamsted, Long Ashton Research Station, et Broom's Barn Experimental Station ont fusionné pour former l'Institute of Arable Crops Research (IACR).

## Personnalités liées à Rothamsted

### Directeurs[2]
- John Bennet Lawes (1843-1900)
- Alfred Daniel Hall[3] (1902-1912)
- E. John Russell[4] (1912-1943)
- William Gammie Ogg (1943-1958)
- Frederick Charles Bawden (1958-1972)
- Leslie Fowden (1973-1988)
- Kenneth Treharne (1988-1989)
- Trevor Lewis (1989-1993)
- Benjamin J. Miflin (1994-1998)
- Ian R. Crute (1999-2009)
- Maurice Moloney (2010-2013)
- Achim Dobermann (2014-)[5]

### Entomologistes
- Carrington Bonsor Williams
- Augustus Daniel Imms

### Météorologistes
- John Monteith
- Howard Penman

### Botanistes
- Winifred Brenchley
- Katherine Warington

### Chimistes et biochimistes
- George W. Cooke
- Joseph Henry Gilbert
- Juda Hirsch Quastel
- Norman Pirie[6]

### Statisticiens
- Ronald Fisher
- Oscar Irwin
- John Wishart
- Frank Yates
- William Cochran
- John Nelder
- Robert Wedderburn
- John Anscombe

## Annotations
1. ↑  L'école Sir John Lawes School à Harpenden porte le nom de John Bennet Lawes.